# Доу-му
Доу-му («матушка ковша») - в поздней китайской мифологии божество, ведающее жизнью и смертью, обитающее на звёздах Большой Медведицы.

## Образ

### Лицо и руки
Изображается с четырьмя лицами и восемью руками.

### Атрибуты
Лук, копьё, меч, флаг, голова дракона, пагода, солнце и луна.

## Рождение
В  27-й день каждого месяца.

## Легенда
В даосских сочинениях у неё есть муж Доу-фу («батюшка ковша») и девять звёзд-сыновей. Двое из них — божества Северного и Южного полюсов, один в белом одеянии ведает смертями, другой в красном — рождениями.